# 浅間神社 (松戸市)
浅間神社（せんげんじんじゃ）は、千葉県松戸市にある神社。

## 概要
松戸駅南側、千葉県道1号線終点北部の独立丘陵上に鎮座する。正保4年(1647年)の創建。大正4年(1915年)、近くにあった白旗神社を合祀。

## 祭神
- 木花開耶姫命
- 源義家（白旗神社）

## 境内

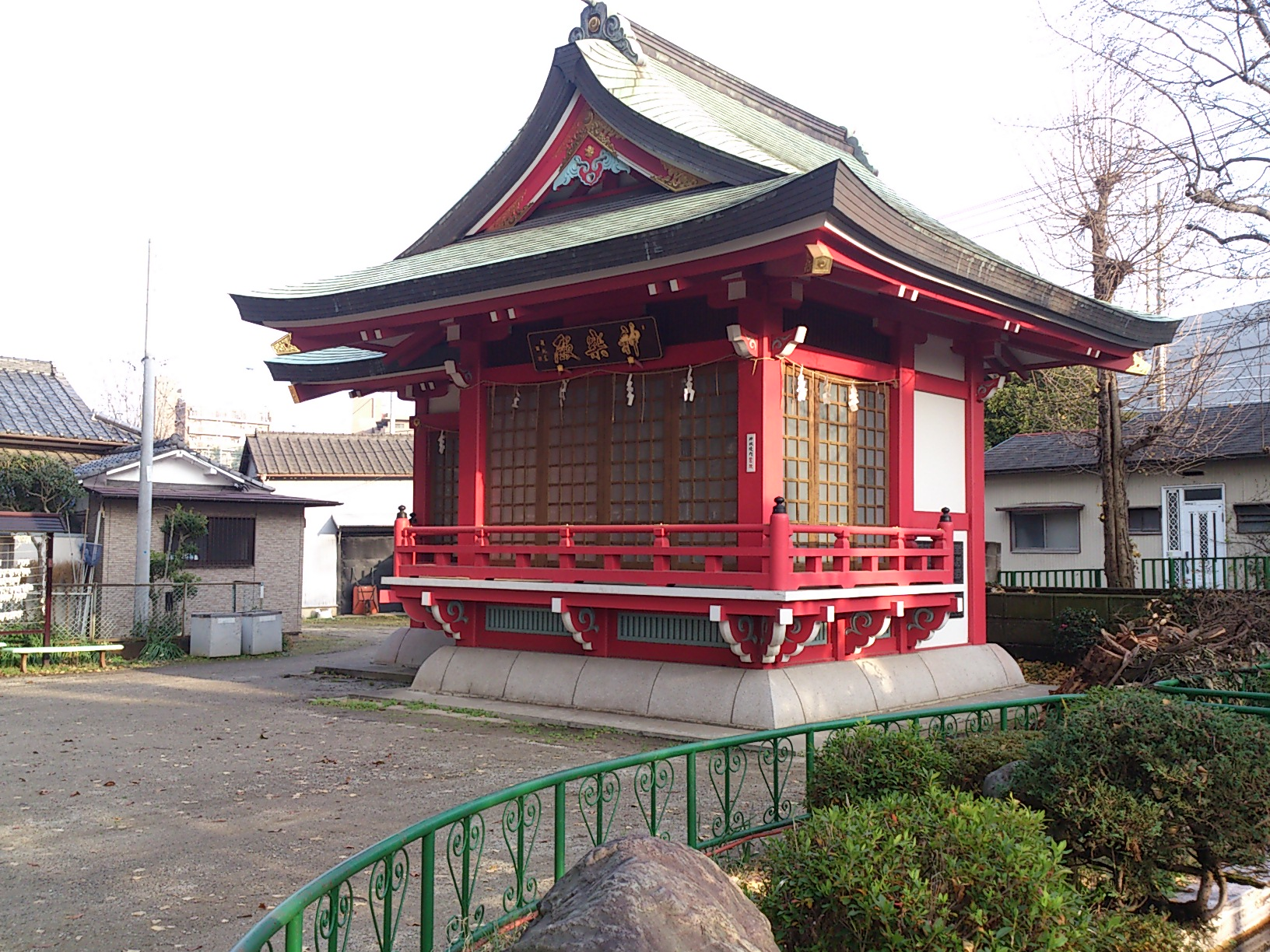
神楽殿（松戸浅間神社）

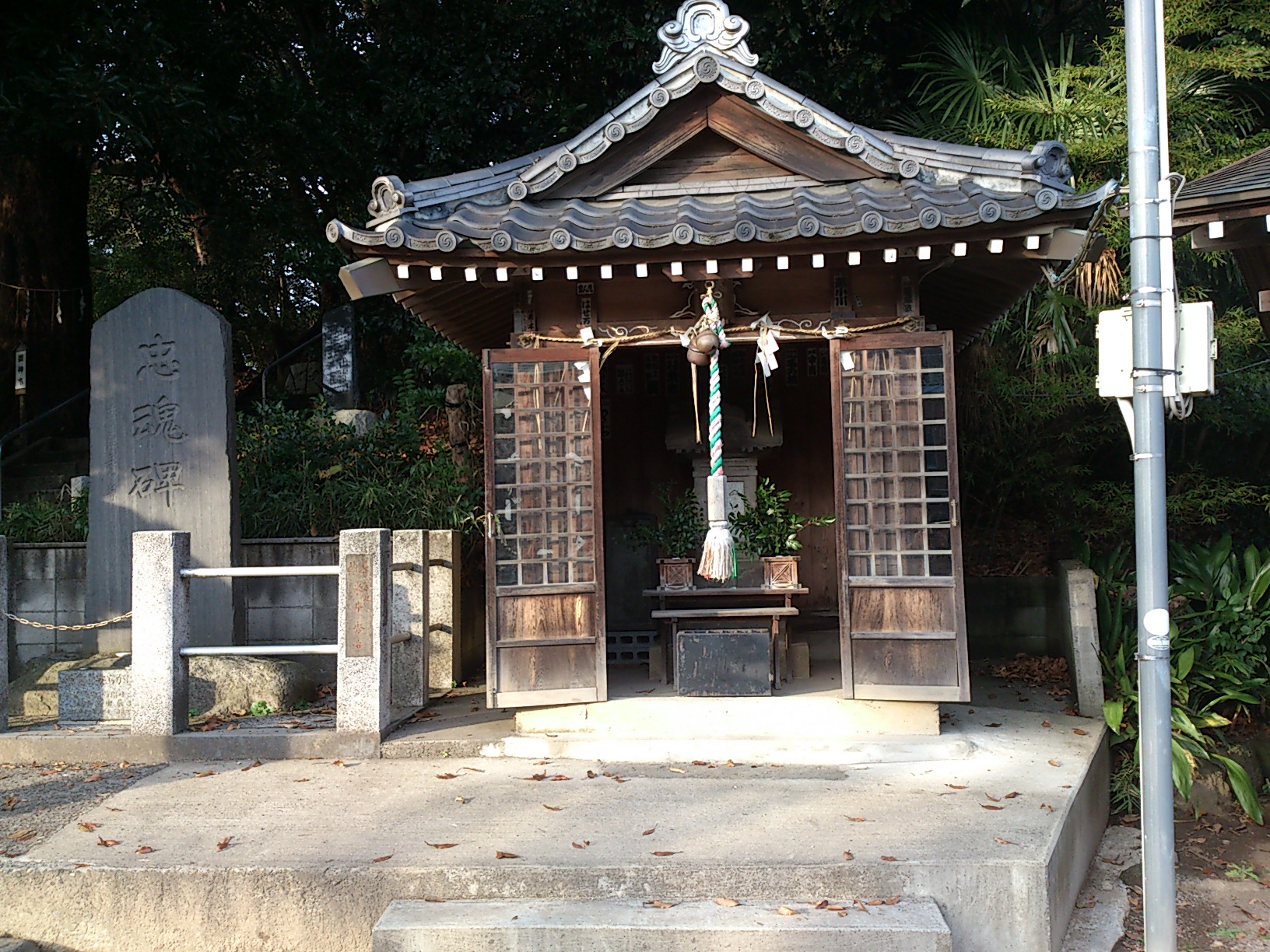
下浅間宮（松戸浅間神社）

- 富士塚
- 社務所

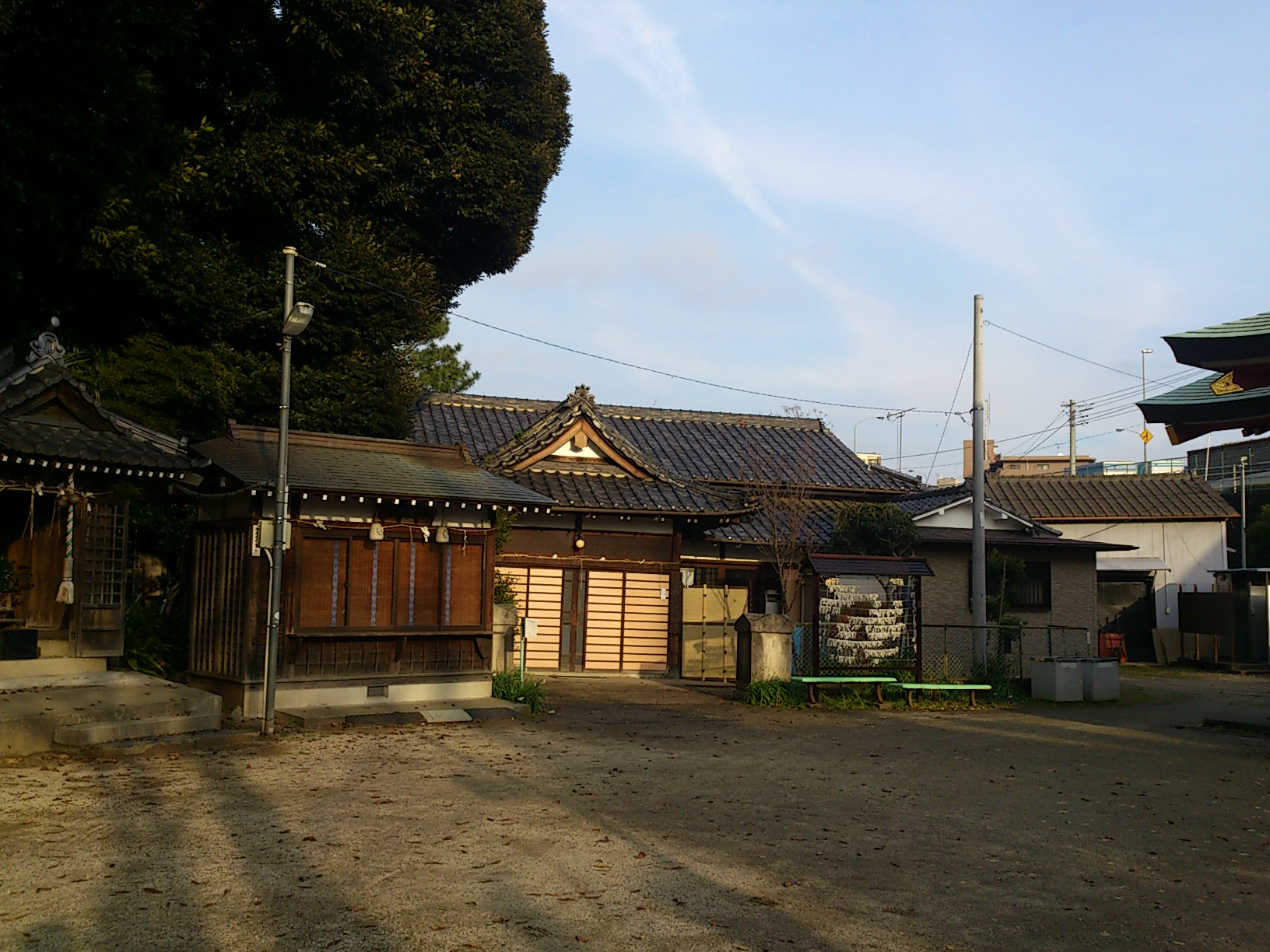
社務所（松戸浅間神社）

- 神楽殿

- 神楽殿（松戸浅間神社）

- 忠魂碑、下浅間宮

- 下浅間宮（松戸浅間神社）

- 庚申塔他

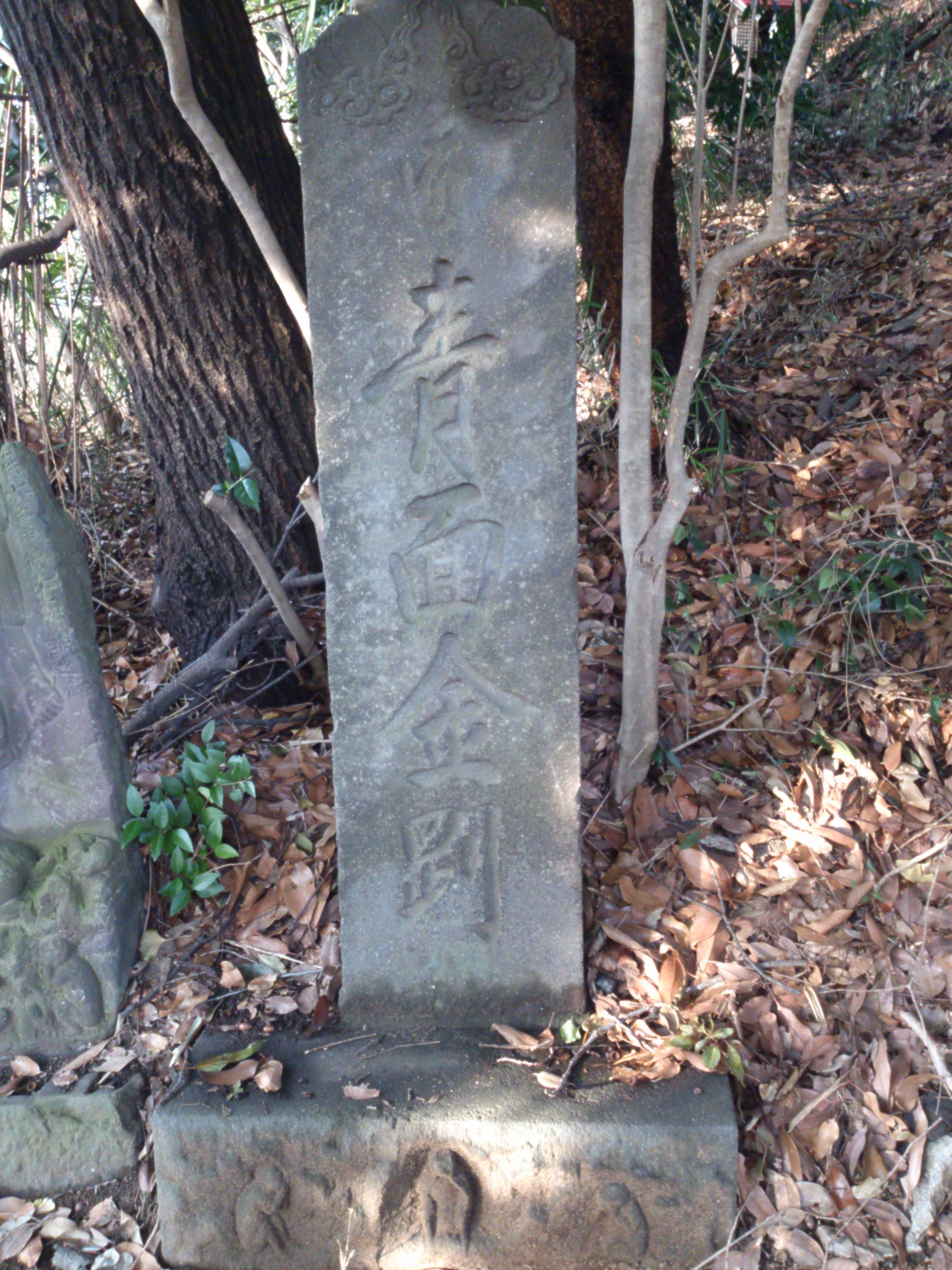
青面金剛碑 文化12年(1815年)
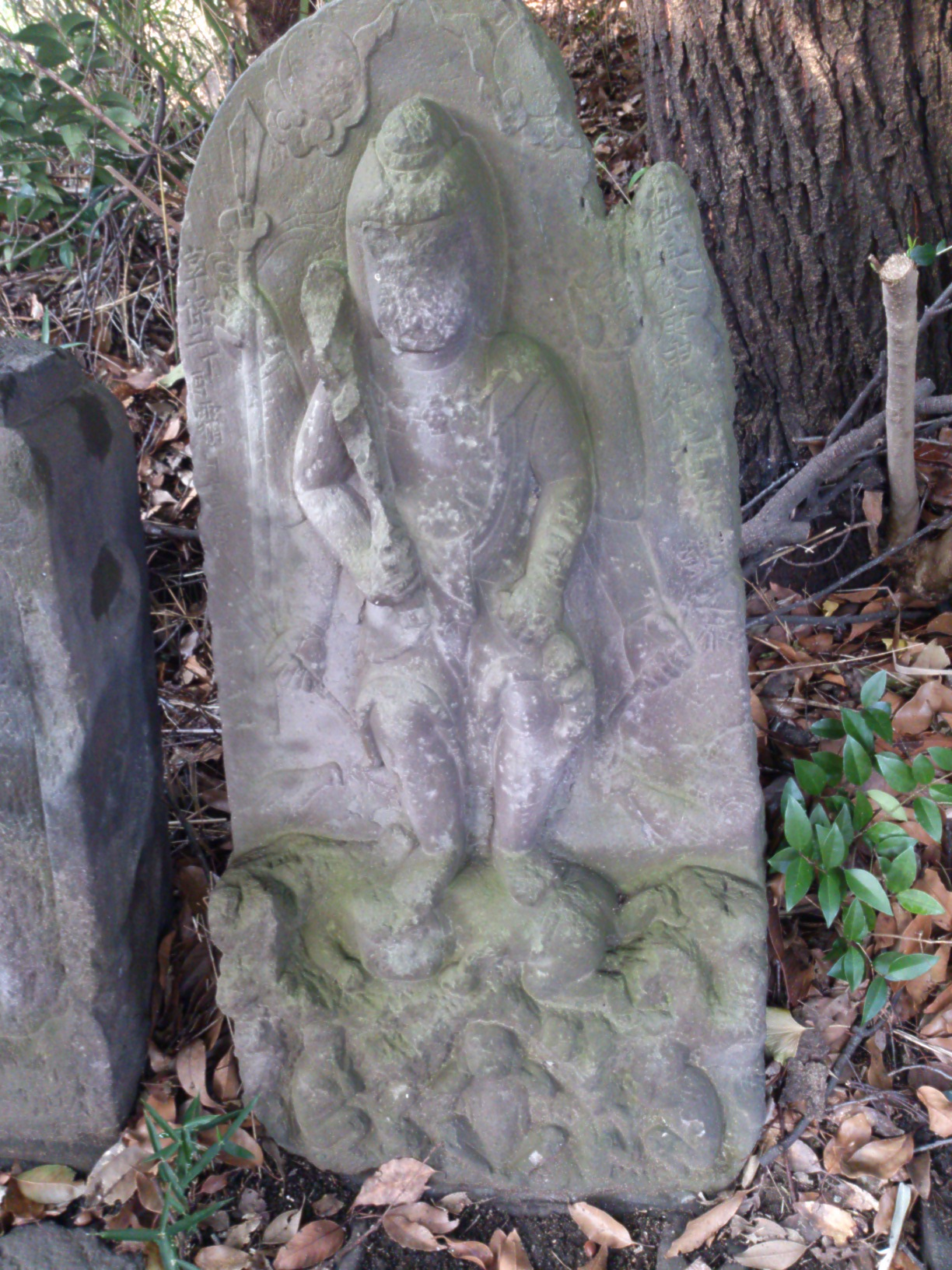
青面金剛像 享保2年(1717年)
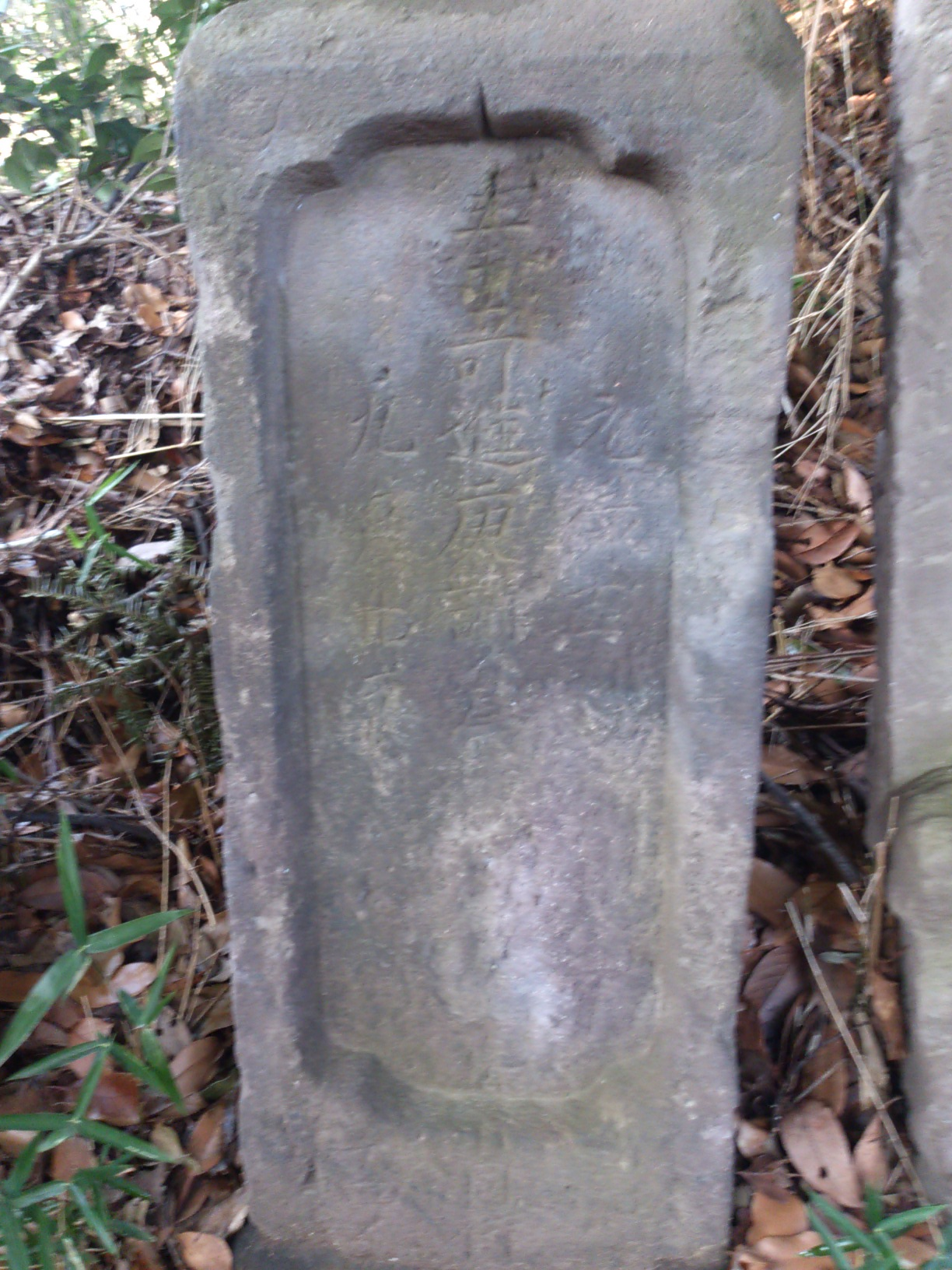
庚申塔 元禄11年(1698年)
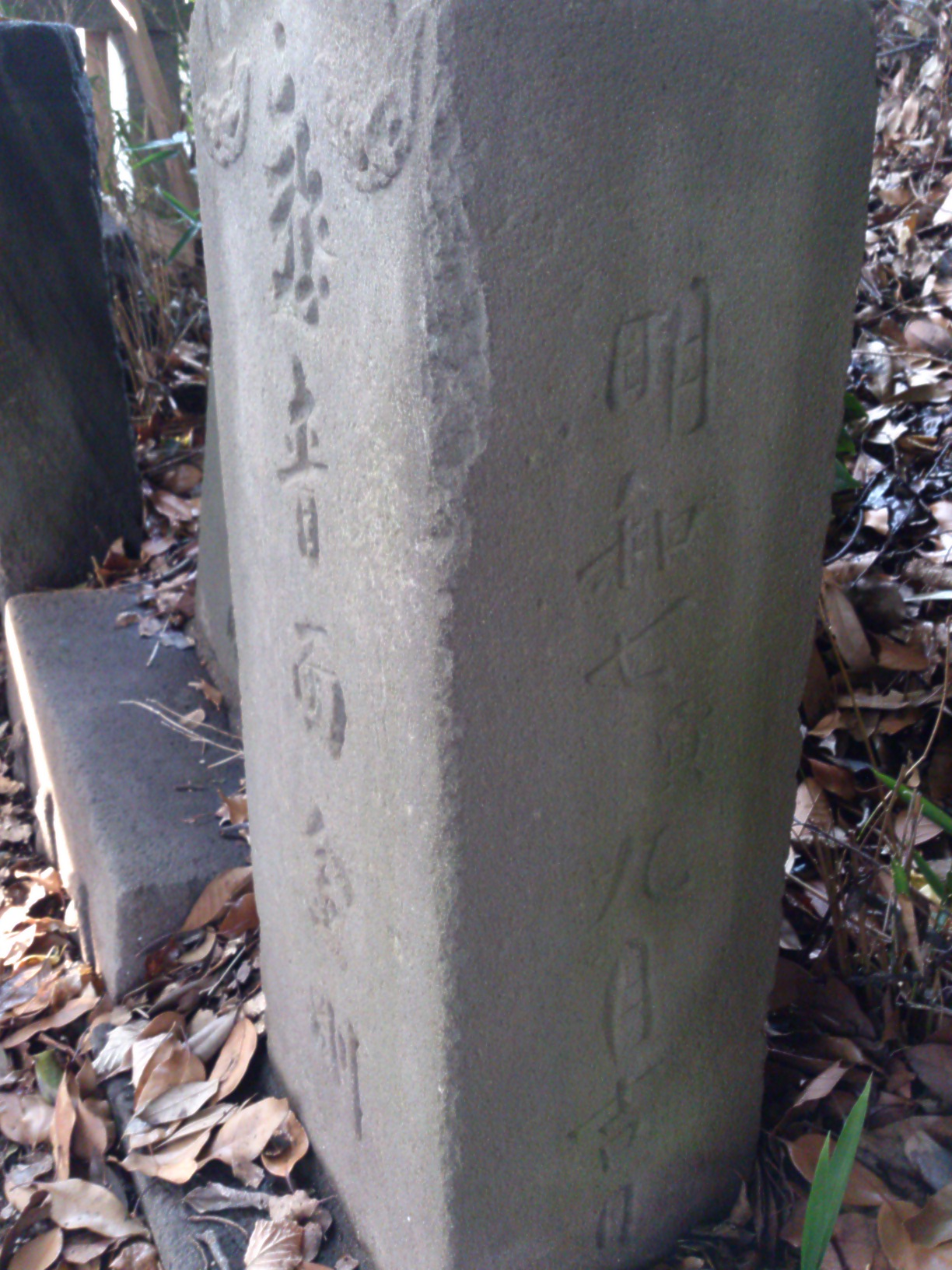
青面金剛碑 明和7年(1770年)
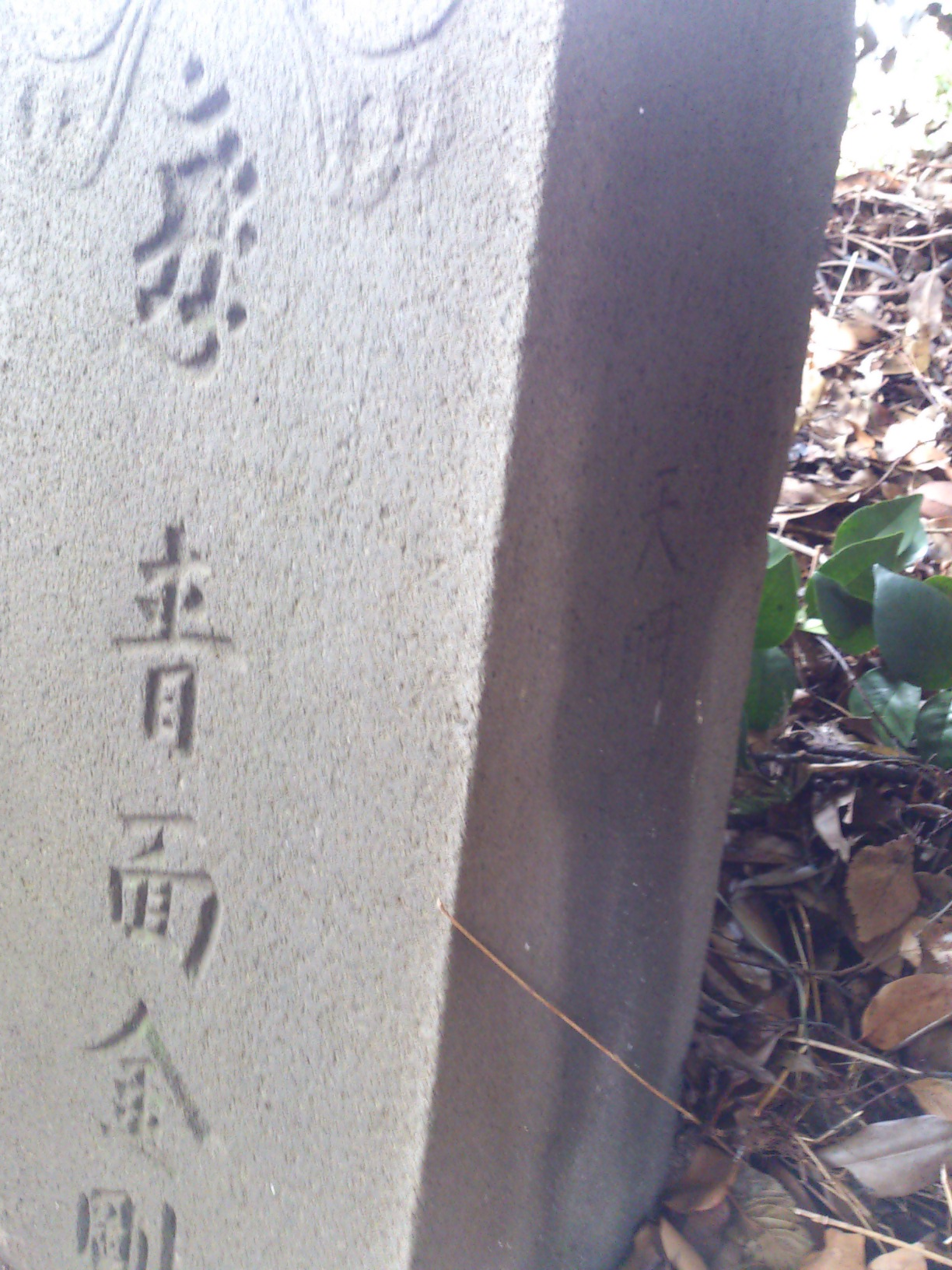
青面金剛碑 天明4年(1784年)
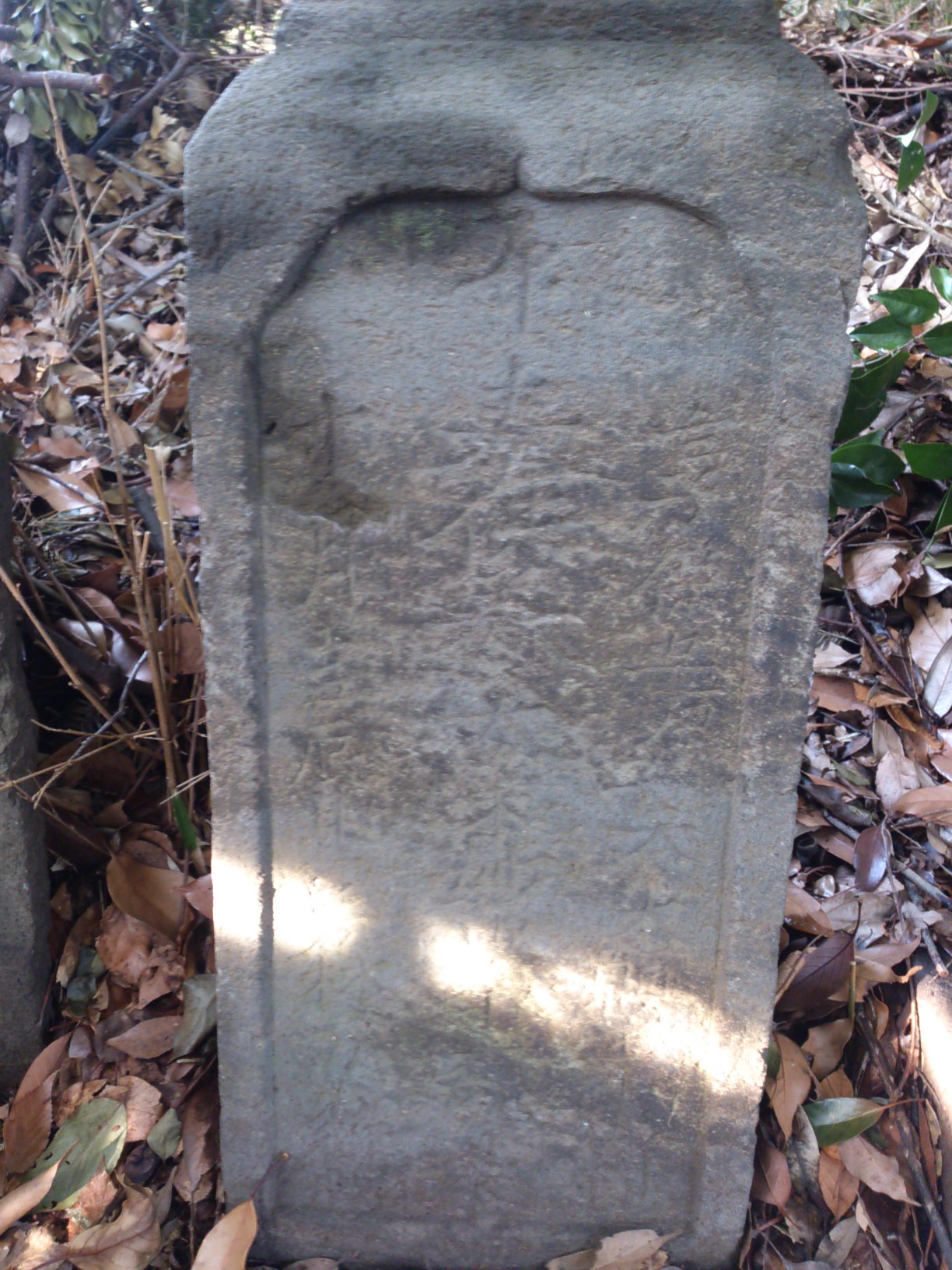
石碑 享保5年(1784年)
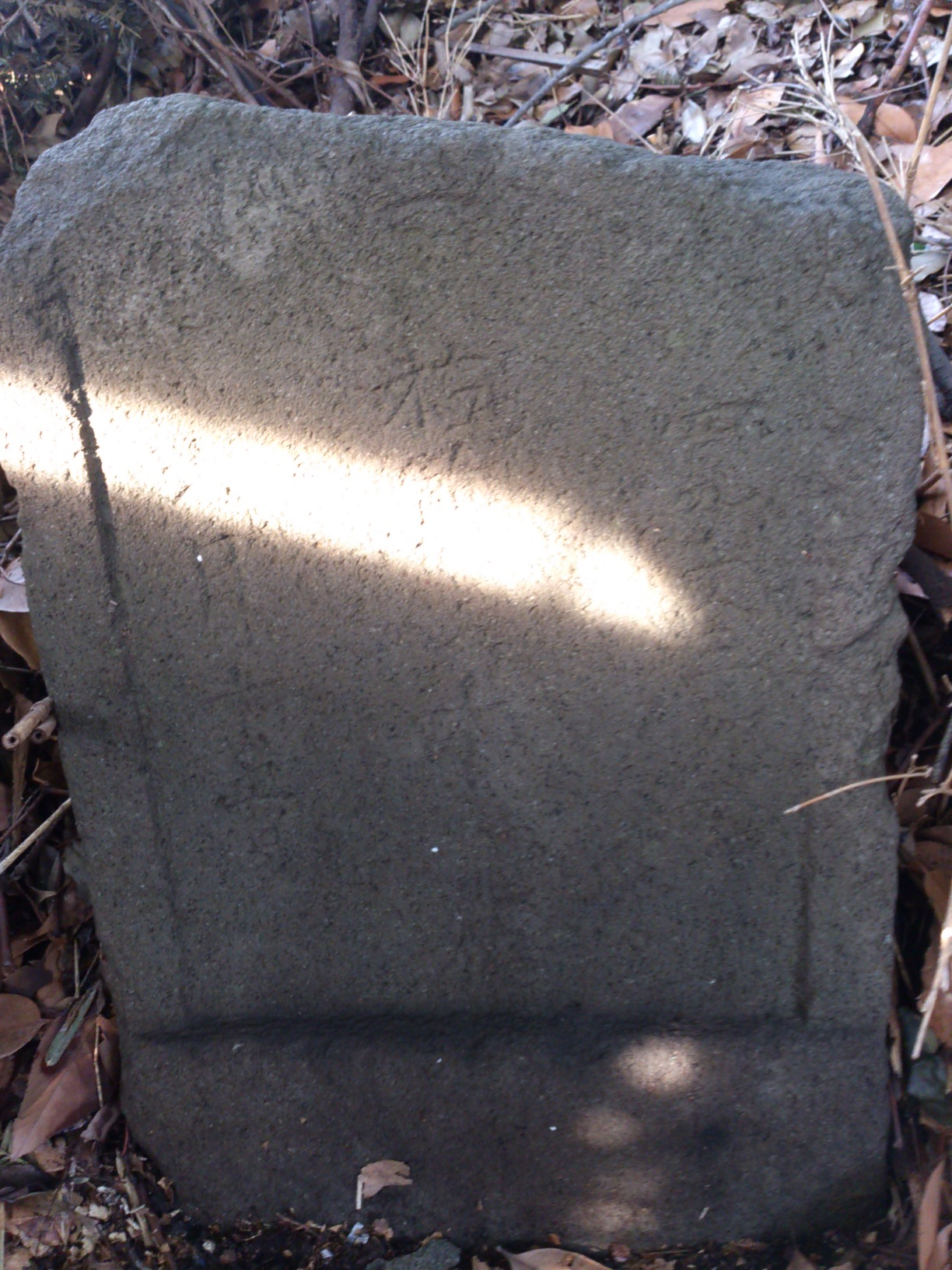
石碑 寛文3年(1663年)
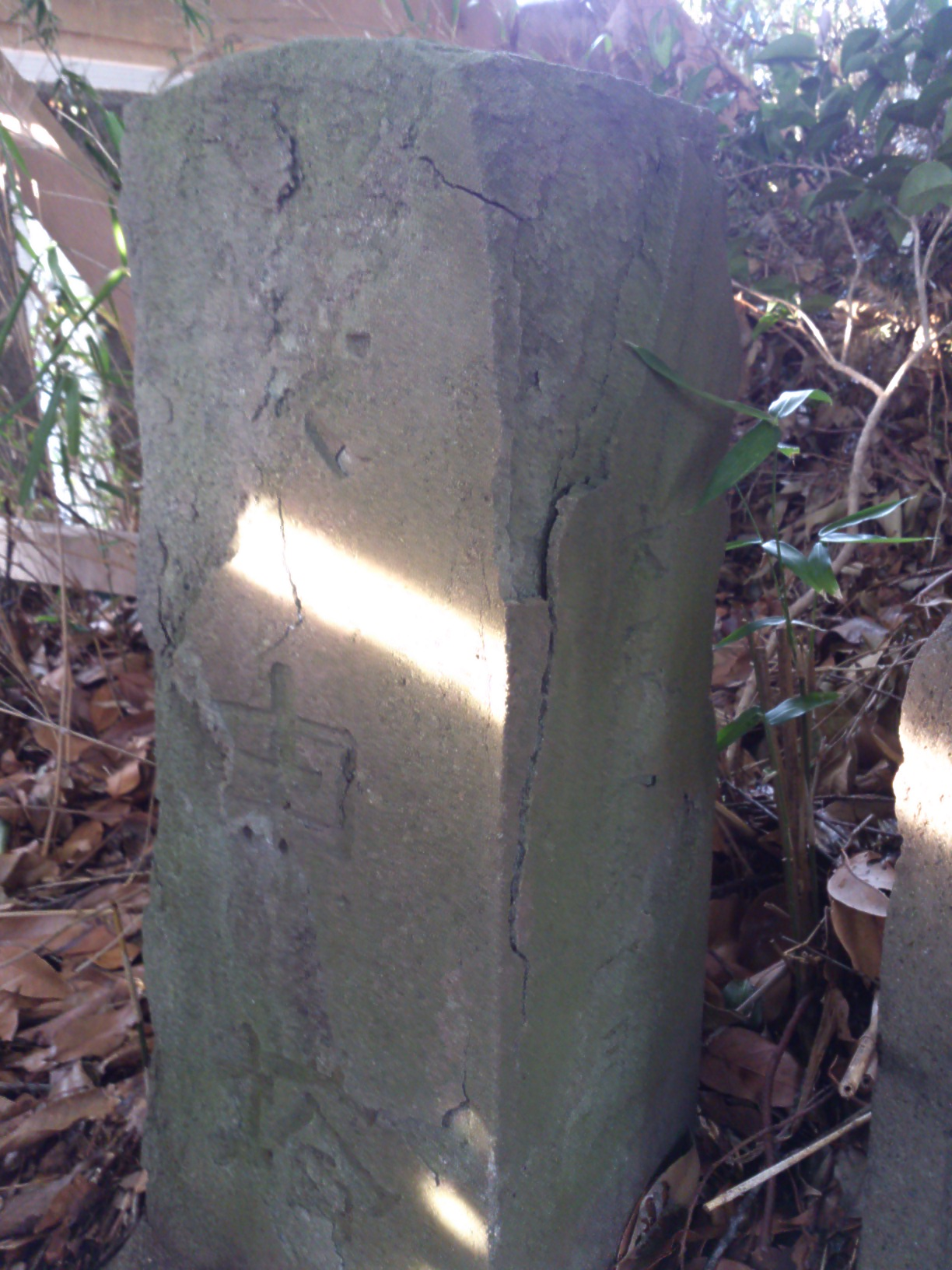
庚申塔 大正5年(1916年)

## 文化財
千葉県指定天然記念物

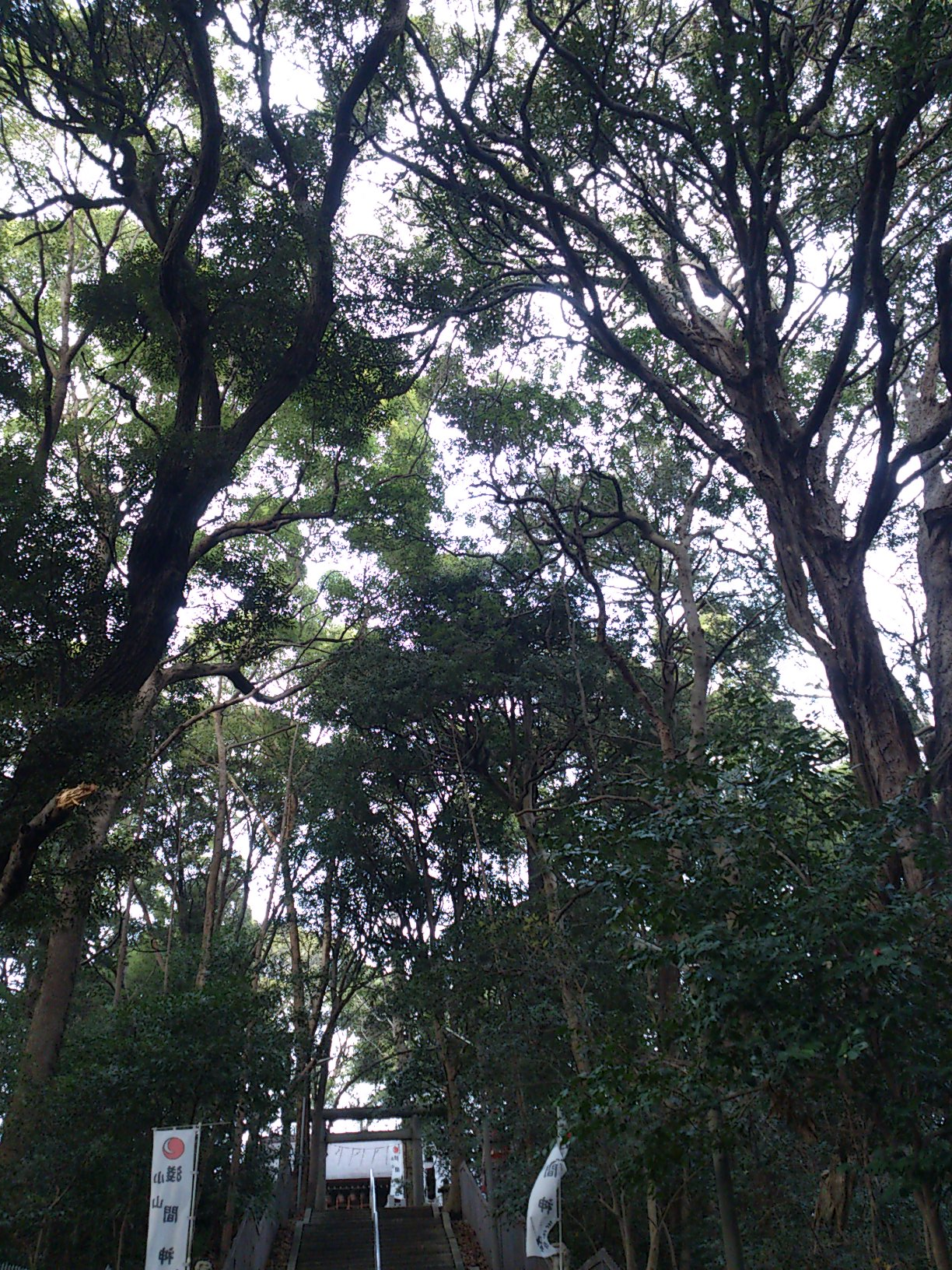
極相林（松戸浅間神社）

- 浅間神社の極相林 - 1966年（昭和41年）指定[1][2]
丘陵上の森林は自然の植物相が保たれた極相林を形成しており、ちば遺産100選にも選ばれている。

## 現地情報
所在地
- 千葉県松戸市小山664

交通アクセス
- 松戸新京成バス南部小T字路バスより徒歩約4分（経路案内）。
- JR常磐線松戸駅東口より戸定邸を経由して南へ徒歩約21分（経路案内）。